# 연무읍
연무읍(鍊武邑)은 충청남도 논산시의 읍이다.
동쪽은 가야곡면, 남동쪽은 전북 완주군 화산면, 남쪽과 서쪽은 전라북도 익산시, 북쪽은 채운면·은진면과 접한다.

## 역사

### 구자곡면
- 조선시대 충청도 은진군(恩津郡) 구자곡면(九子谷面)·죽본면(竹本面)·하두면(下豆面)
- 1895년 음력 윤5월 1일 공주부 은진군[1]
- 1896년 8월 4일 충청남도 은진군[2]
- 1914년 4월 1일 구자곡면·죽본면·하두면을 충청남도 논산군 구자곡면으로 통합하였다.[3] (11리)

| 조선총독부령 제111호 |                                                        |
| 구 행정구역          | 신 행정구역                                            |
| 은진군 구자곡면      | 논산군 구자곡면 소룡리, 양지리, 마산리, 죽평리, 금곡리 |
| 은진군 죽본면        | 논산군 구자곡면 동산리, 죽본리, 시묘리                 |
| 은진군 하두면        | 논산군 구자곡면 야촌리, 왕암리, 삼전리                 |

### 황화면
- 조선시대 전라도 여산군(礪山郡) 합선면(合先面)·공촌면(公村面)·피제면(皮堤面)
- 1895년 음력 윤5월 1일 전주부 여산군[1]
- 1896년 8월 4일 전라북도 여산군[2]
- 1914년 4월 1일 합선면·공촌면·피제면을 전라북도 익산군 황화면(皇華面)으로 통합하였다.[3] (6리)

| 조선총독부령 제111호 |                                |
| 구 행정구역          | 신 행정구역                    |
| 여산군 합선면        | 익산군 황화면 고내리, 황화정리 |
| 여산군 공촌면        | 익산군 황화면 마전리, 봉동리   |
| 여산군 피제면        | 익산군 황화면 안심리, 신화리   |

### 연무읍
- 1963년 1월 1일 충청남도 논산군 구자곡면 및 전라북도 익산군 황화면을 통합한 후 충청남도 논산군 연무읍으로 승격하였다.[4][5] (13법정리)

| 법률 제1175호                                                          |                      |
| 구 행정구역                                                            | 신 행정구역          |
| 논산군 구자곡면 삼전리, 왕암리, 야촌리                                 | 논산군 가야곡면 일부 |
| 논산군 구자곡면 시묘리                                                 | 논산군 은진면 일부   |
| 법률 제1177호                                                          |                      |
| 구 행정구역                                                            | 신 행정구역          |
| 논산군 구자곡면 마산리, 죽평리, 금곡리, 동산리, 죽본리, 소룡리, 양지리 | 논산군 연무읍 일원   |
| 익산군 황화면 일원                                                     | 논산군 연무읍 일원   |
- 1996년 3월 1일 논산군이 논산시로 승격됨에 따라 충청남도 논산시 연무읍이 되었다.[6]

## 행정 구역
- 고내리(高內里)
- 금곡리(金谷里)
- 동산리(東山里)
- 마산리(馬山里): 행정복지센터 소재지
- 마전리(麻田里)
- 봉리(鳳里)
- 소룡리(巢龍里)
- 신화리(莘花里)
- 안심리(安心里)
- 양지리(陽地里)
- 죽본리(竹本里)
- 죽평리(竹坪里)
- 황화정리(皇華亭里)

## 관광
- 전 견훤묘(傳甄萱墓, 충남기념물 26)
- 금곡서원(金谷書院, 충남문화재자료 78)
- 해화산성

## 시설
- 육군훈련소

## 학교
- 연무초등학교 (금곡리)
- 연무중앙초등학교 (동산리)
- 구자곡초등학교 (마산리)
- 황화초등학교 (폐교) - 연무읍 마봉로 31-4 (마전리)
  - 봉동분교 (폐교) - 연무읍 마봉로347번길 10-1 (봉동리)
- 황북초등학교 (폐교) - 연무읍 신화길 81-20 (신화리)
- 연무여자중학교 (동산리)
- 연무중학교 (안심리)
- 연무대기계공업고등학교 (마산리)
- 연무고등학교 (동산리)